# تف دادن

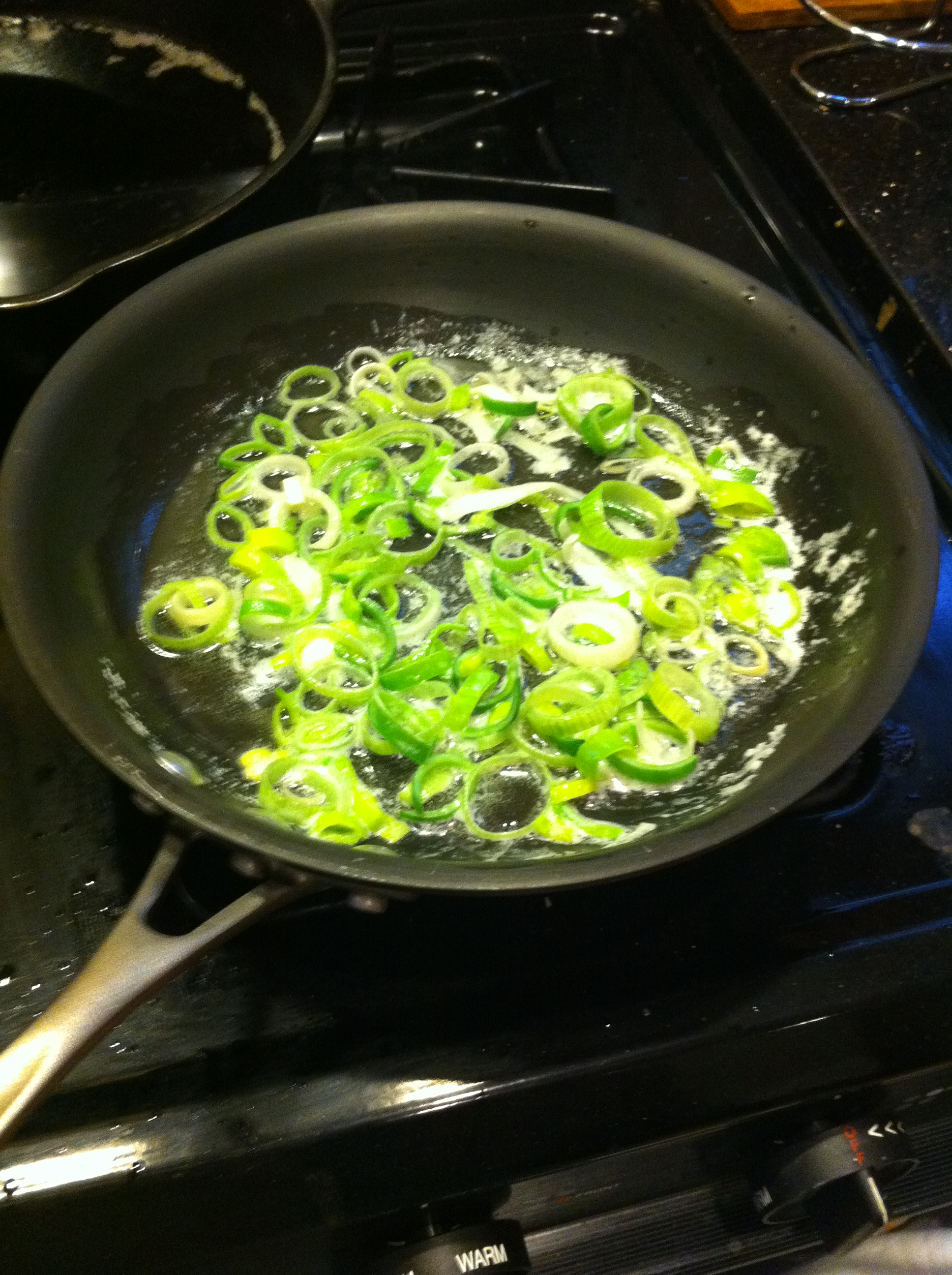
تف دادن تره فرنگی

تف یا تفت دادن یک روش پخت‌وپز مواد غذایی است که با استفاده از مقدار کمی روغن یا چربی در یک ظرف کم عمق (تابه) روی حرارت نسبتاً بالا انجام می شود. مواد تشکیل دهنده معمولاً به قطعات کوچک به منظور تسهیل پخت‌وپز سریع برش داده می شوند. مواد غذایی سرخ شده به این روش در عین سرخ شدن، بافت، رطوبت و عطر و طعم خود را حفظ می کنند.